# Jean Engel
Pour les articles homonymes, voir Jean Engel (peintre) et Engel.

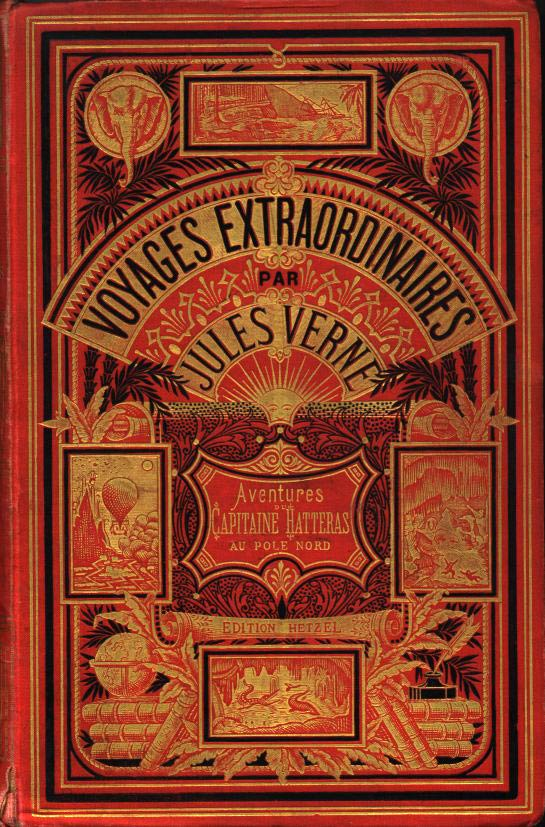
Couverture des Voyages extraordinaires

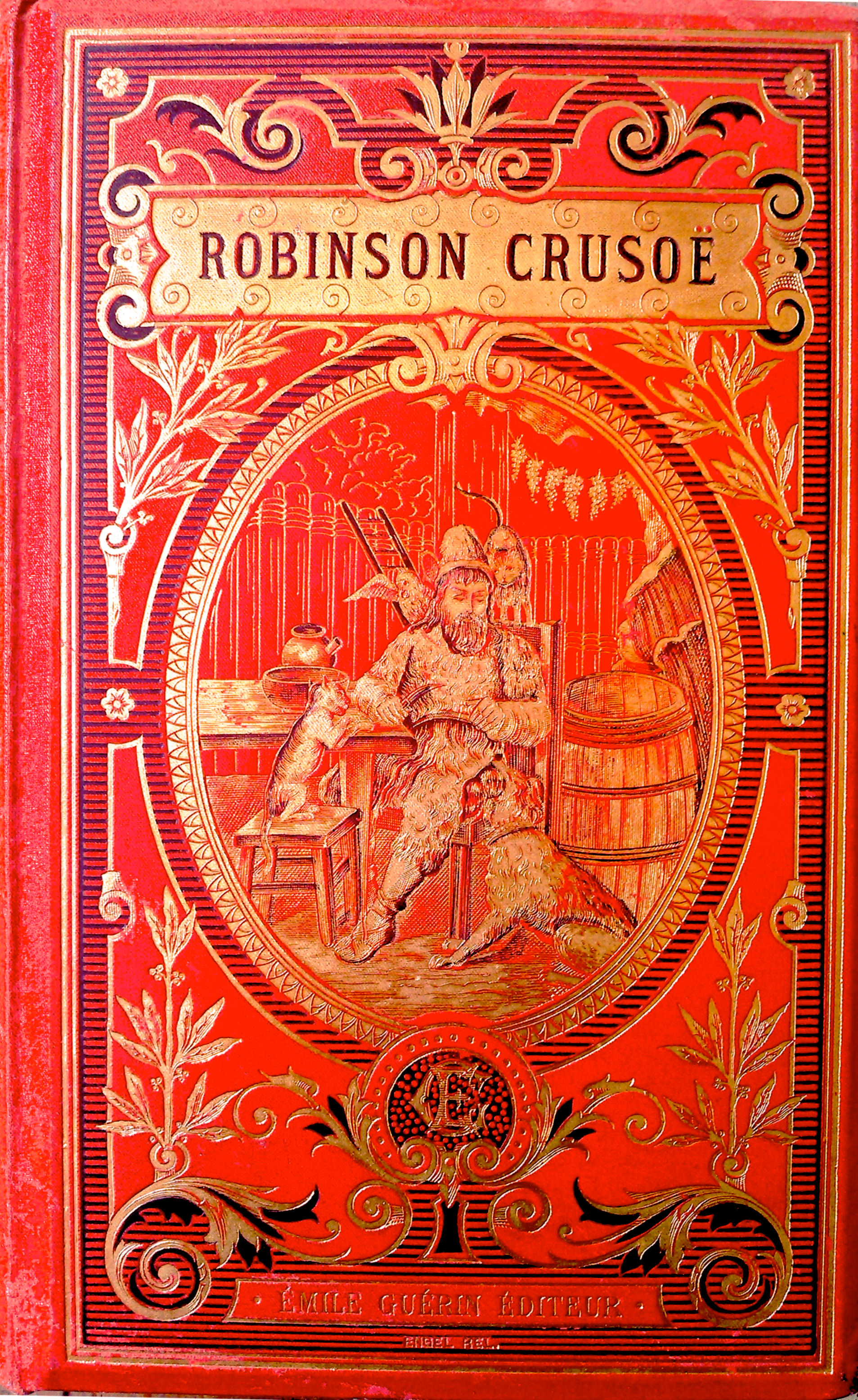
Couverture de Robinson Crusoë par Jean Engel

Jean Engel, né le 1er novembre 1819 à Ebingen dans le Wurtemberg et mort à Saint-Gervais-les-Bains le 12 juillet 1892,, est un relieur français. 

## Biographie
Vers 1830, il travaille à Paris, épouse Ève Catherine Schaeck à Paris le 16 novembre 1841. Engel devient ensuite réputé comme un des principaux initiateurs de la reliure industrielle en France, tant par les méthodes de fabrication que par les perfectionnements apportés aux machines et même ses inventions.
Son entreprise est chargée de la reliure des Voyages extraordinaires de Jules Verne parus chez Hetzel. En 1870, elle compte 200 ouvriers ; à sa mort, elle en compte 450. Elle participe à de nombreuses expositions où la qualité de ses travaux est remarquée. Son principal concurrent français est alors Alfred Mame.
Malgré un terrible incendie en 1901, les fils Engel maintiennent le cap de la qualité et construisent une usine-modèle. L'entreprise continue d'être à la tête de la profession et demeure jusqu'à la fin le symbole de la reliure industrielle haut de gamme.
De 1947 à 1970, l'entreprise Engel à Malakoff, dont le savoir-faire était plus que centenaire, fut le principal relieur du Club français du livre. Lors de la fermeture, vers 1971, Engel employait 250 salariés.
À l'Institut national d'histoire de l'art, dans la collection Jacques Doucet (fonds Pierre Laveran, se trouve un dossier photographique sur l'atelier Engel. Ci-contre, un exemplaire des reliures Engel,  vers 1880.

## Élèves et collaborateurs
- Émile Bosquet
- Michel Ritter, son neveu.
- Auguste Souze

## Source
Louise-Mirabelle Biheng-Martinon, Voyage au pays des relieurs, L'Harmattan, Paris.

## Article lié
- Cartonnage romantique du XIXe siècle